# Steinkrug (Bergisch Gladbach)
Steinkrug oder auch Steinkrügers Gut ist ein ehemaliger Wohnplatz auf dem Gebiet des heutigen Stadtteils Stadtmitte der Stadt Bergisch Gladbach  im Rheinisch-Bergischen Kreis.

## Lage und Beschreibung
Steinkrug (mundartlich am Steekruch) lag im Gebiet der heutigen Laurentiusstraße. Erwähnt wurde das Gut bereits 1585. Später war dort die Villa Steinkrug der Familie Wachendorff.

## Geschichte
Aus Carl Friedrich von Wiebekings Charte des Herzogthums Berg 1789 geht hervor, dass Steinkrug zu dieser Zeit Teil der Honschaft Gladbach im gleichnamigen Kirchspiel war.
Unter der französischen Verwaltung zwischen 1806 und 1813 wurde das Amt Porz aufgelöst und Steinkrug wurde politisch der Mairie Gladbach im Kanton Bensberg zugeordnet. 1816 wandelten die Preußen die Mairie zur Bürgermeisterei Gladbach im Kreis Mülheim am Rhein. Mit der Rheinischen Städteordnung wurde Gladbach 1856 Stadt, die dann 1863 den Zusatz Bergisch bekam.
| Jahr | Einwohner | Wohn- gebäude | Kategorie |
| ---- | --------- | ------------- | --------- |
| 1822 | 11        |               | Hofstelle |
| 1830 | 16        |               | Hofstelle |
| 1845 | 30        | 2             | Hofstelle |
| 1885 | 9         | 1             | Wohnplatz |

In späteren Verzeichnissen ist Steinkrug nicht mehr eigenständig aufgeführt.